# Конституция на Турция
Сегашната конституция на Турция е приета през 1982 година. Тя определя организацията на правителството на Република Турция и определя принципите и правилата за поведение на държавата заедно с нейните отговорности към гражданите.

## История
Първата конституция на Османската империя е приета през 1876 и е ревизирана през 1908 г.
Съвременната турска държава е приемала следните документи:
- Конституция от 1921 г. – кратко съществувал основен закон, който през октомври 1923 е коригиран с обявяването на Турция за република[1].
- Конституция от 1924 г.
- Конституция от 1961 г.

Сегашната конституция на Турция, четвърта поред, е ратифицирана през 1982 г. чрез всенароден референдум по време на военната хунта от 1980 – 1983 г. От ратификацията ѝ през 1982 г. Конституцията от 1982 г. е променяна много пъти, за да е в крак със световните и регионални геополитически конюнктури. Тя периодично се преразглежда, като изменението от 2017 г. променя формата на управление от парламентарна република на президентска република.